# Ösel

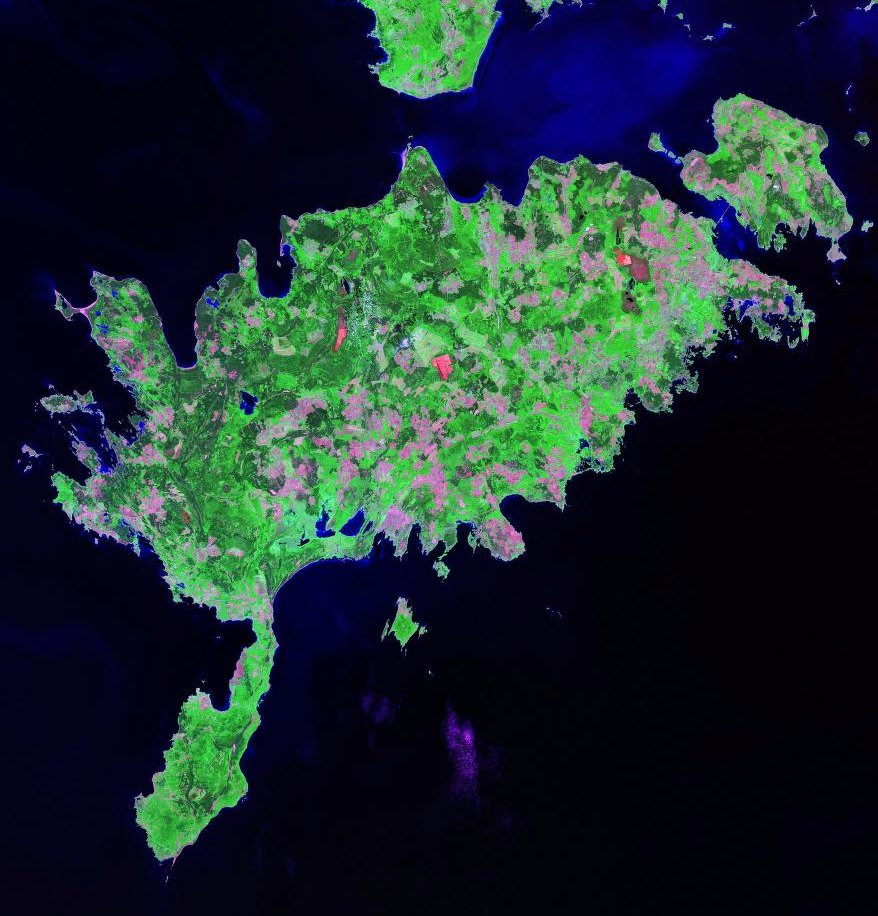
Satellitbild

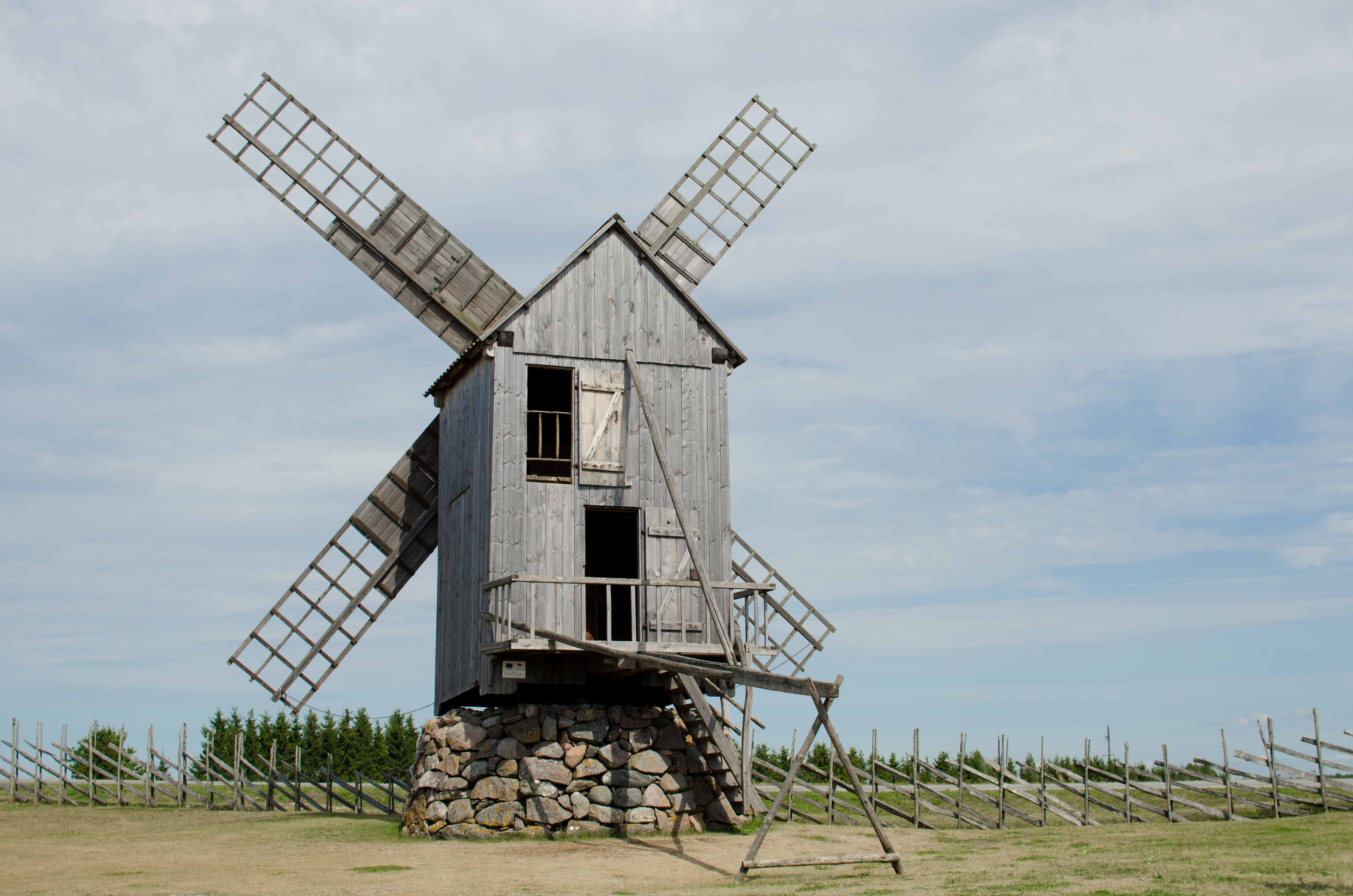
Angla

Ösel (estniska: Saaremaa; 'Öland' av estniska saare 'ö' och maa 'land') är en ö i Östersjön som tillhör Estland. Den är med sina 2 673 km² den största av öarna i Estlands västra skärgård (de andra i storleksordning är Dagö, Moon och Ormsö). Ön ligger i Ösels kommun, som också omfattar mindre öar som Vilsandi och Abrö, samt tillhör landskapet Saaremaa som utöver Ösels kommun även omfattar öarna Runö och Moon. Antalet invånare i Ösels kommun var 31 357 i januari 2017. Av dessa bodde 13 382 i öns enda stad, Kuressaare.
Jordbruk och fiskförädlingsindustri är de dominerande näringarna.

## Kommunikationer
Ösel har inrikes flygförbindelser från Kuressaare flygplats till Tallinn och Runö. Ösel har också tidigare haft utrikestrafik: åren 2005–2010 fanns reguljär flygtrafik till Arlanda med Skyways och Estonian Air.
Färjetrafik finns till Virtsu på estniska fastlandet från grannön Moon, som nås via bro från Ösel. Det finns även färjetrafik mellan Triigi på norra Ösel och Sõru sadam på södra Dagö.
Ett flertal direkta busslinjer finns mellan Kuressaare och flera städer på fastlandet. Reguljär, avgiftsfri busstrafik finns på ön med utgångspunkt i Kuressaare.

## Historia
De äldsta lämningarna av bosättningar går 10 000 år tillbaka i tiden. Kaalikratern, en av de yngsta stora nedslagskratrarna i världen, uppstod för omkring 3 500 år sedan. 
Både i Snorre Sturlassons Ynglingasagan och i historiska Norwegia berättas om en sveakung vid namn Yngvar som härjade i Estland och försökte inta Ösel. De estniska stammarna levde som fria bönder och fiskare utan egentlig överhöghet fram till vikingatiden. Enligt en runsten i Ledinge dräptes svensken Fröger på Ösel omkring 1030. Invånare från Ösel deltog troligen i härjningen av Sigtuna 1187. Ester från Ösel härjade enligt Henrik av Lettlands krönika år 1203 i Blekinge och vid ett tillfälle förstörde de en kyrka, slog ihjäl, samt tillfångatog slavar. Öns viktigaste gud hette Tarapita, en åskgud som i hög utsträckning liknade Tor. 

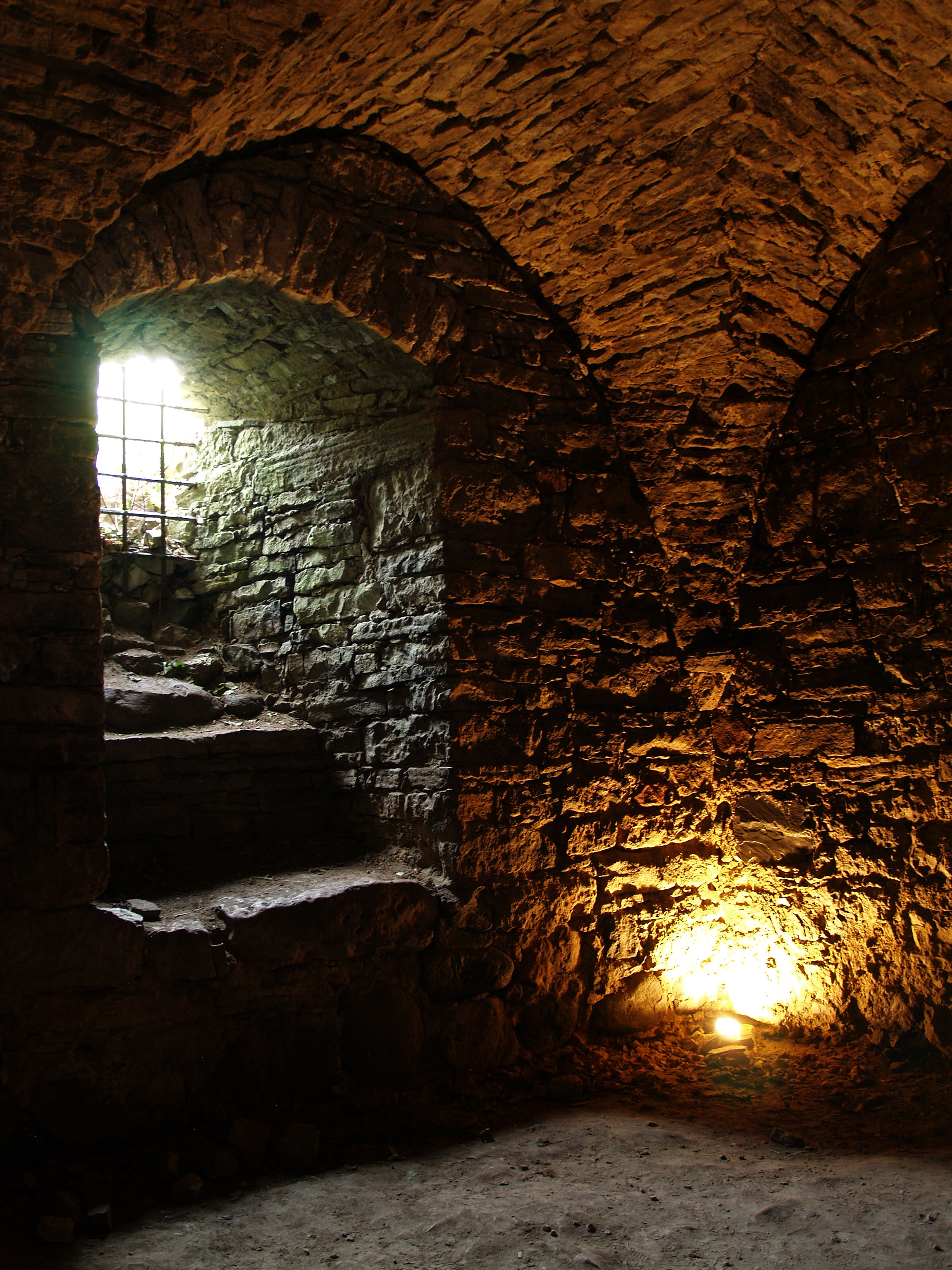
Soneburg

Under 700 år har tyskar, danskar, svenskar och ryssar turats om att besitta ön. Det finns mycket på ön som vittnar om detta, mest känd är dock Kuressaare biskopsborg. Borgen påbörjades av den danske kungen Valdemar Sejr under ett korståg år 1206. Vilhelm av Sabina propagerade 1226 för korståg mot Öselborna. Han lyckades enbart få med sig de tyska köpmännen, medan både gotlänningar och danskar vägrade. År 1227 erövrades ön av tyska korsfarare under Albert av Riga som tvångskristnade befolkningen. Omständigheterna och resultatet av fälttåget är dock oklart då Ösels överklass behöll mycket av sin maktställning. Riga hävdade dock anspråk på delar av ön fram till 1480. Åren 1343-1345 slogs de senaste av flera estniska uppror ner. Estland såldes därefter av Valdemar Atterdag till Tyska orden. 1345 byggde Tyska orden borgen Soneburgs slott. På 1300- och 1500-talen uppfördes också sju gotiska kyrkor. 
Ösel blev åter danskt år 1559. Vid freden i Brömsebro 1645 blev ön svensk. År 1710 tillföll ön Ryssland och införlivades i guvernementet Livland. Ösel var omstridd mellan de tyska och ryska arméerna både under första och andra världskriget. Under den sovjetiska ockupationen hade Ösel relativt liten invandring från andra delar av Sovjetunionen och har idag mindre än tre procent rysktalande befolkning (jämfört med över 40 procent i Tallinn). Ösel undgick också mycket av den tunga industri som byggdes i andra delar av Estland under denna period. Detta berodde till stor del på att ön under den sovjetiska ockupationen var en militär gränszon med raketbas och en radaranläggning. Ön var stängd även för sovjetmedborgare och kunde endast besökas av dem som hade särskilt utfärdade inrikespass.
År 1999 engagerade sig Estland för att bygga en ny djuphamn på Ösel. Hamnen skall kunna ta emot både passagerarfärjor och ro-ro-fartyg. En tanke bakom projektet är att Estland på det viset skall kunna få del av den numera livliga kryssningstrafiken i Östersjön.

## Estlandssvenskar
Ösel har tidigare haft estlandssvensk befolkning, framförallt utmed den västra kusten och på halvön Svorbe, men denna har för länge sedan uppblandats med den estniska befolkningen. Bynamn som Suur-Rootsi (Stora Sverige) och Väike-Rootsi (Lilla Sverige), båda på sydkusten öster om Kuressaare, samt Rootsiküla (Svenskbyn) på västkusten minner om estlandssvenskarna på Ösel. Det estlandssvenska uttalet av öns namn är äisel, äisil, äihl.

## Etymologi
Ön var känd redan av vikingar och i en isländsk saga om ett vikingatåg som företogs 972 benämns den Eysysla. Det svenska namnet innehåller ordet ö och ett gammalt nordiskt ord, syssla, som betyder 'förvaltningsområde'. Det estniska namnet Saaremaa betyder 'Ölandet, Ödistriktet'. Således är det samma betydelse i de båda namnen och det ena namnet är en översättning av det andra. Huruvida det är det nordiska eller det estniska som är det ursprungliga är inte känt.

## Kända personer
Den kände estniske författaren Jakob Mändmets (1871-1930) föddes i Kärla på västra Ösel. Andra personer födda på ön är den amerikanske arkitekten Louis Kahn (1901-1974), den balttyske konstnären Eugène Dücker (1841–1916) och den estniske sångaren Ivo Linna (född 1949). Paul Friidrih Saagpakk (1910-1996), född i Mustjala, har skrivit det största estnisk-engelska lexikonet. Centerpolitikern Arnold Rüütel, Estlands tredje president, är också född i Laimjala på ön.

### Fotnoter
1. 1 2 3  ”PO0240: POPULATION BY SEX, AGE AND PLACE OF RESIDENCE AFTER THE 2017 ADMINISTRATIVE REFORM, 1 JANUARY” (på engelska). Eesti Statistika. http://pub.stat.ee/px-web.2001/Dialog/varval.asp?ma=PC003&lang=1. Läst 21 december 2017.
2. ↑  Benckert, Karl-Axel (1992). Namn på jorden : geografiska namn och deras betydelser. Stockholm: Carlsson. sid. 173. Libris 7666166. ISBN 9177985907
3. ↑  ”Ösels officiella webbsida”. Arkiverad från originalet den 10 augusti 2017. https://web.archive.org/web/20170810052409/http://www.saaremaa.ee/index.php?option=com_content&view=article&id=207&Itemid=259&lang=en. Läst 10 maj 2010.
4. ↑  Külvi Kuusk och Maivi Kärginen, Stop! Border Zone! (Rannarahva museum, 2013), s. 37. ISBN 978-9949-9527-0-0
5. 1 2  Blomqvist, Marianne (2000). Svenska ortnamn i Estland. Ekenäs. sid. 16. ISBN 951-9087-53-2